# ارتداد

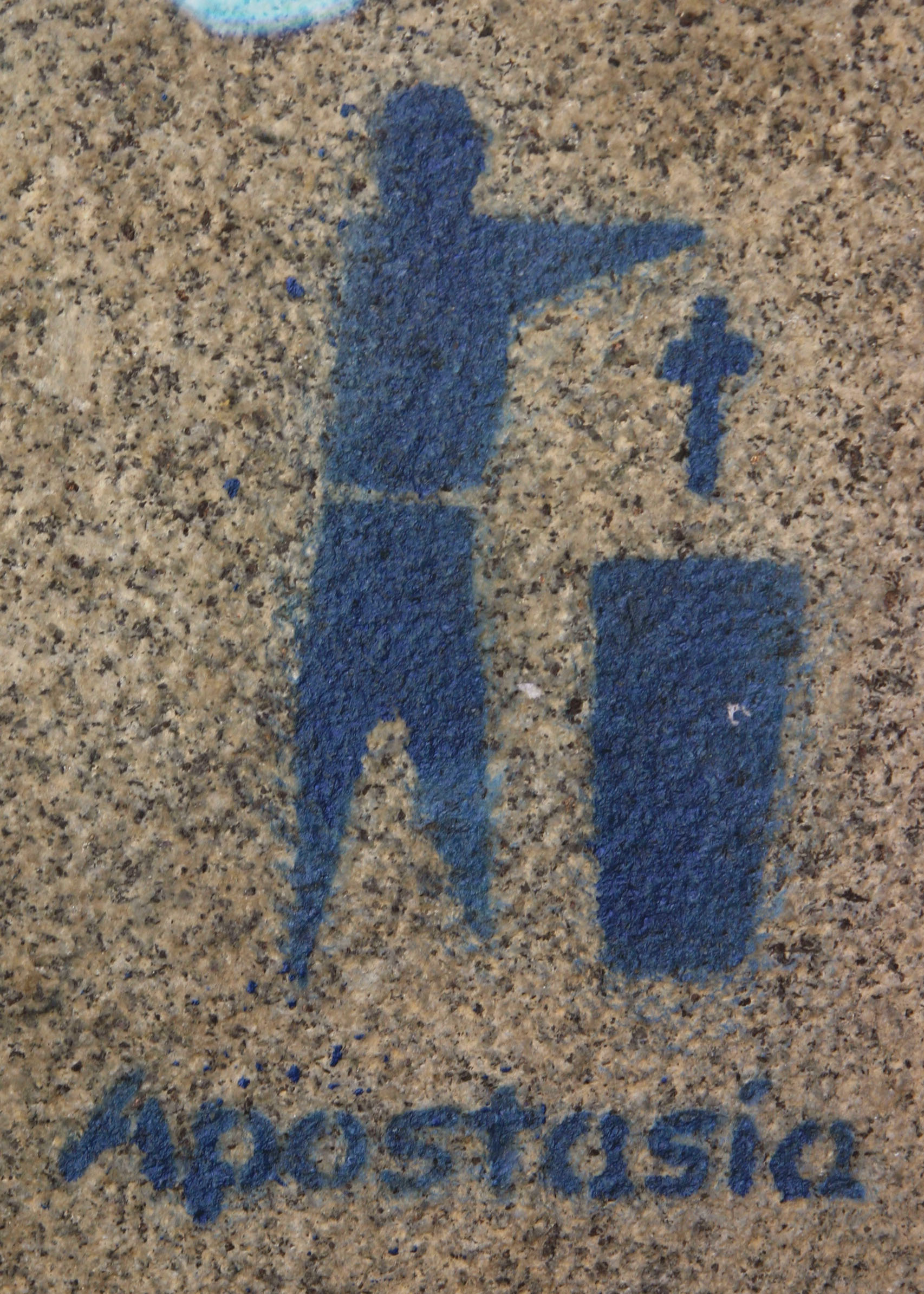
لوگوی کمپین برای ارتداد جمعی در اسپانیا، که به ترک کلیسای کاتولیک فراخوان می‌دهد.

ارتداد، در لغت به معنی رد کردن یک دین و پشت کردن به آن و در اصطلاح حقوقی، اعلام علنی ترک یک دین است.
در برخی از کشورهای اکثریت مسلمان، خشونت مذهبی "نهادینه شده است" و (حداقل در سال 2007) "صدها و هزاران مرتد پنهان" در ترس از خشونت زندگی می کنند و مجبور به زندگی با "دوگانگی شدید و استرس روانی" هستند.

## در قانون

مجازات اعلام ارتداد در کشورهای مختلف: اعلام ارتداد در مناطق قرمز رنگ دارای مجازات مرگ و در مناطق قهوه‌ای رنگ دارای مجازات زندان و مناطق زرد دارای طلاق اجباری از همسر و از دست دادن حضانت فرزندان است و در نقاط بی‌رنگ ارتداد جرم نیست و آزاد است.

در سال ۲۰۱۱، مسایل دینی (اعلام ارتداد و توهین به مقدسات) در ۱۰۴ کشور جهان هیچ قانونی نداشته است. اما در این سال اعلام ارتداد در ۲۰ کشور ممنوع بوده است. در این کشورها، اعلام کردن علنی ترک دین برای تبدیل شدن به خداناباور، یا تغییر دین به دین دیگر، جرم است.
وضعیت قانون و مجازات ارتداد در کشورهای جهان اسلام:
- افغانستان – غیرقانونی (مجازات اعدام)
- مجمع‌الجزایر قمر
- مصر – غیرقانونی (۳ سال حبس)
- ایران – غیرقانونی (مجازات اعدام)
- عراق _ غیرقانونی (حبس)
- ترکیه _ قانونی (بدون هیچ مجازات)
- اردن – احتمالاً غیرقانونی (جریمه، زندان، از دست دادن حضانت فرزندان، ابطال ازدواج). اگر چه مقامات خلاف آن را ادعا می‌کنند، محکومیت به جرم ارتداد در این کشور ثبت شده است.
- کویت _ قانونی (از دست دادن همسر و نرسیدن ارث به فرزند)
- مالزی _ غیرقانونی (۴ سال زندان)
- مالدیو _ غیرقانونی (مجازات اعدام)
- موریتانی – غیرقانونی (مجازات اعدام اگر متهم هنوز پس از ۳ روز مرتد باشد)
- مراکش–غیرقانونی (۱۵ سال زندان)
- نیجریه _ غیرقانونی (اعدام)
- ازبکستان - قانونی (بدون هیچ مجازات)
- عمان _ قانونی (از دست دادن همسر و نرسیدن ارث به فرزند)
- جمهوری آذربایجان _ قانونی (بدون هیچ مجازات)
- پاکستان _ نامعلوم
- قطر _ غیرقانونی (اعدام)
- عربستان سعودی _ غیرقانونی (اگر توبه نکند با ضربه شمشیر به گردن اعدام می‌شود و اگر توبه کند در صورت تکرار اعدام)
- سومالی _ غیرقانونی (اعدام)
- لیبی _ قانونی (از دست دادن همسر و نرسیدن ارث به فرزند و در صورت مسلمان شدن و بازگشت به اسلام جرم است)
- سودان - غیرقانونی (اعدام)
- سوریه _ قانونی (از دست دادن همسر و نرسیدن ارث به فرزند و در صورت مسلمان شدن و بازگشت به اسلام جرم است)
- امارات متحده عربی _ نامعلوم
- یمن _ غیرقانونی (اعدام)

### ایران
در ایران، در قانون مجازات اسلامی مصوب اسفند ۱۳۷۵ هیچ تعریفی از جرم ارتداد نشده است اما این بدان معنا نیست که دادگاه‌های ایران نمی‌توانند شخص مرتد را مورد تعقیب کیفری قرار داده، مجازات کنند. دادگاه‌های ایران در تعقیب و رسیدگی به جرم ارتداد به اصل یکصد و شصت و هفتم قانون اساسی ایران استناد می‌کنند که می‌گوید: «قاضی موظف است کوشش کند حکم هر دعوا را در قوانین مدونه بیابد و اگر نیابد با استناد به منابع معتبر اسلامی یا فتاوی معتبر حکم قضیه را صادر نماید و نمی‌تواند به بهانه سکوت یا نقص یا اجمال یا تعارض قوانین مدونه از رسیدگی به دعوا و صدور حکم امتناع ورزد.»یادکرد خالی (کمک) گرچه حقوق‌دانان در مراجع قاضی به اصل ۱۶۷ در امور کیفری اختلاف نظر دارند و نظر غالب، عدم مراجعه قاضی به منابع فقهی و فتاوای معتبر در صورت عدم جرم‌انگاری عمل در قوانین کیفری است، اما با این وجود قانون مجازات ۱۳۹۲، مراجعه به این اصل در جرایم حدی را مورد تصریح قرار داده است.

## در دین

### بوداییسم
در بوداییسم افراد می‌توانند آزادانه دین خود را بدون عواقب تغییر دهند.

### هندوئیسم
ادیان شرقی مانند هندوئیسم به ندرت به ارتداد با همان درجه از سختگیری ادیان ابراهیمی نگاه کردند.

### مزدیسنا (زرتشت)
در کتاب گات‌ها، هات ۳۱، بند ۱۱ به صراحت این آزادی دیده می‌شود:
«ای خداوند خرد هنگامی که در روز ازل جسم و جان آفریدی و از منش خویش نیروی اندیشه و خرد بخشیدی، زمانی که به تن خاکی روان دمیدی و به انسان نیروی کار کردن و سخن گفتن و رهبری کردن عنایت فرمودی خواستی تا هر کس به دلخواه خود و با کمال آزادی خویش (دین) خود را برگزیند.»
در کتاب روایت‌های پهلوی که در دوره اسلامی نوشته شده است در صفحه‌ی۴ که ترجمهٔ متنی به زبان پارسی میانه است آمده:
«کسی که از دینی که بدان مقرّ است، به دین دیگر رود، مرگ ارزان (= شایسته مرگ) است؛ زیرا دین بهدینی را همی رها بکند تا دین بدتر همی گیرد. به سبب گرفتن دین بدتر، مرگ ارزان همی شوند؛ چه آن دینی که از راه ارث بدو رسیده است، پس خود بدان گناهکار نیست و امروز که یکی دیگر گیرد بدان گناهکار باشد.
و از مرگ ارزانان کسی که به دین بهدینان آید، فوراً رستگار شود».

### یهودیت
«اگر در میان شما در یکی از دروازه‌هایی که خداوند عطا نموده مردی یا زنی یافت شود که خدایان غیر را عبادت کرده و بر آنها سجده نماید یعنی آفتاب یا ماه یا هر یک از عساکر آسمان که من امر نفرموده‌ام، آن مرد و زن را از اندرون دروازه‌هایت بیرون آر و سنگسارشان نما تا بمیرند.» (تثنیه- ۱۷: ۲–۵)
در باب دوم از سفر داوران آیه ۱۱ آمده: «و بنی اسرائیل در نظر خداوند شرارت ورزیدند و بعل‌ها را عبادت نمودند و یهوه خدای پدران خود را که ایشان را از زمین مصر بیرون آورده بود ترک کردند و خدایان غیر را از خدایان طوایفی که در اطراف ایشان بودند پیروی نموده آن‌ها را سجده کردند و خشم خداوند را برانگیختند و یهوه را ترک کرده بعل و عشتاروت را عبادت نمودند، پس خشم خداوند بر اسرائیل افروخته شده، ایشان را به دست تاراج کنندگان سپرد.»

### مسیحیت
مسئله ارتداد از اوایل پیدایش دین، اندیشه مسیحیت را به خود مشغول کرده است. قبل از تبدیل شدن به یک دین مسلط، برخی از مسیحیان هنگامی که توسط رومیان مورد آزار و اذیت قرار گرفتند، از دین خود دست کشیدند. این پرسش وجود داشت که چگونه باید با کسانی که رسماً مسیحیت را کنار گذاشته بودند اما می‌خواستند به کلیسا بازگردند، رفتار کرد و پاسخ عموماً اجتناب از آنها بود. با این حال، هنگامی که مسیحیت توسط امپراتور روم پذیرفته شد، وضعیت تغییر کرد. دست کم برخی از متکلمان، ارتداد را جرمی جدی مانند زنا یا قتل می‌دانستند. تکفیر مجازات غالب بود. دولت‌های مسیحی از ابزارهای دیگری مانند تعلیق حقوق مدنی و شکنجه برای برانگیختن انصراف استفاده کردند.

### اسلام

#### اهل سنت
در مذهب اهل سنت، احکام شخص بالغ و عاقل و مختاری که به اسلام وارد شود یا از پدری مسلمان زاده شده باشد سپس از دین برگردد، دارای سلسله مراتبی است که باید طی شود. نخست باید دو مرد مسلمان به ارتداد او شهادت دهند. سپس چنانچه دارای شبهه ای از دین باشد، شبهه او رفع شده و اگر پس از سه روز مهلت توبه نکند کشته خواهد شد.

#### شیعه
در قرآن در آیه ۲۵۶ سوره بقره، در اصل پذیرش دین گفته است: لا اکراهَ فی الدین (در دین هیچ اجباری نیست)؛ اما در مورد دشمنانی که با مسلمانان به سبب اسلام درگیر هستند در سوره توبه آیه ۲۹ (قَاتِلُوا الَّذِینَ لَا یُؤْمِنُونَ بِاللَّهِ وَلَا بِالْیَوْمِ الْآخِرِ وَلَا یُحَرِّمُونَ مَا حَرَّمَ اللَّهُ وَرَسُولُهُ وَلَا یَدِینُونَ دِینَ الْحَقِّ مِنَ الَّذِینَ أُوتُوا الْکِتَابَ حَتَّیٰ یُعْطُوا الْجِزْیَةَ عَنْ یَدٍ وَهُمْ صَاغِرُونَ: با کسانی که (از روی لجاجت و دشمنی) به الله و روز قیامت، ایمان نمی‌آورند و آنچه را که الله و فرستاده‌اش حرام کرده‌اند حرام نمی‌شمارند و دین حق را نمی‌پذیرند، بجنگید تا با دست خود در حالی که حقیرند جزیه بدهند) در اسلام و در قرآن کافر حربی یا باید توبه کنند و ضمن پشیمانی از رفتار خصمانه، خسارتهای وارده را جبران کنند یا مسلمان شوند.
اما کافر کتابی اگر می‌خواهد در کشور اسلامی زندگی کند، به جای جهاد و مرزبانی باید مالیات (جزیه) پرداخت کنند.
اگرچه برخی مراجع تقلید شیعه مانند سید محمدسعید حکیم حکم مجازات مرتد در دنیا را، به‌طور کلی منتفی می‌داند. اما مشهور شیعه مانند حسینعلی منتظری، محمد تقی بهجت، ناصر مکارم شیرازی و برخی مراجع تقلید دیگر حکم اعدام مرتد را در جایی جاری می‌دانند که کسی مسلمان زاده بوده و «سپس از روی جحود (انکار ستیزه جویانه) و عناد برای ضربه زدن به اسلام» کافر شود.
این گروه از فقها تصریح می‌کنند که: «مجرد تردید یا تغییر عقیده پس از تحقیق اگر اتفاق افتاد موجب اعدام نیست.» در واقع از آنجایی که بر همه واجب است در اصول دین به اندازه توانایی خود تحقیق کنند، اگر بعد از تحقیق کامل به آیینی غیر از اسلام معتقد شوند، معذور هستند؛ زیرا وظیفه عقلی و شرعی خود را انجام داده، ولی به خطا رفته‌اند. خطایی که آنها را در همه حال مشمول مجازات مرتد نمی‌کند.
برخی ارتداد در اسلام یک جرم سیاسی-اجتماعی است که قرآن تنها یک مرتبه و پس از بیان احکام محارب به آن اشاره داشته است. به عقیده این گروه، حکم ارتداد می‌تواند نسبت به زمان و مکان و شرایط، تغییر نماید.
مرتد در اسلام، اگر زن باشد، به حبس محکوم است تا توبه نماید؛ و اگر مرد و ارتدادش به شکل فطری باشد و شرایط دیگر را داشته باشد محکوم به اعدام است و اگر به شکل ملی باشد، به حبس محکوم است تا توبه داده شود.
البته برخی، نظرات دیگری را مطرح کرده‌اند.
برخی فقیهان اسلامی قائل به وجوب قتل مرتد هستند.
از دید «برخی»، مرتد کسی است که به دنبال استدلال نیست و به اسلام، نسبت دروغ می‌دهد تا دین مسلمانان را تضعیف کند.
خلاصه در دین اسلام، هر کس دین را ترک کند، به چند شرط مرتد شناخته و حکم «ارتداد» شاملش می‌شود. این شرایط عبارتند از: شخص باید بالغ و مسلمان باشد و از توحید و نبوت بازگردد، ارتداد خویش را برای انحراف دیگران اظهار کند و به آنچه اظهار می‌کند، دانا باشد و این تغییر دین از روی لجاجت باشد و همچنین تغییر کیش وی از روی تحقیق، نباشد.

#### نوکیشان
در دین اسلام، نوکیشان، به چند شرط مرتد شناخته و حکم «ارتداد» شاملش می‌شود. این شرایط عبارتند از:
- شخص باید بالغ و مسلمان باشد و از توحید و نبوت بازگردد.
- ارتداد خویش را برای انحراف دیگران اظهار کند و به آنچه اظهار می‌کند، دانا باشد و این تغییر دین از روی لجاجت باشد و همچنین تغییر کیش وی از روی تحقیق، نباشد.[۲۶][۳۰]

### بهائیت
دیانت بهائی بر اصل پژوهش شخصی و مستقل در مسائل اعتقادی و دینی تأکید و اعتقاد موروثی و اجباری را رد می‌کند. فرزندانی که از والدین بهایی متولد می‌شوند می‌توانند در آستانهٔ بلوغ (پانزده‌سالگی) شخصاً تصمیم به پذیرش یا عدم پذیرش این دین بگیرند. در این دین قانون صریحی برای ارتداد وجود ندارد.